# Soul Cookin'
| Recensione | Giudizio |
| ---------- | -------- |
| AllMusic   |          |

Soul Cookin' è un album a nome Thornel Schwartz with Bill Leslie, pubblicato dall'etichetta discografica Argo Records nel febbraio del 1963.

## Tracce

### LP
Lato A
1. Soul Cookin' – 4:25 (Esmond Edwards)
2. Brazil – 4:15 (testo: Sidney Keith Russell – musica: Ary Barroso)
3. You Won't Let Me Go – 9:15 (Bud Allen, Buddy Johnson)

Lato B
1. Theme from Mutiny on the Bounty – 2:30 (Bronislau Kaper)
2. Blues and Dues – 7:20 (Thornel Schwartz)
3. I'm Getting Sentimental Over You – 4:10 (testo: Ned Washington – musica: George Bassman)
4. Don't You Know I Care – 4:45 (testo: Mack David – musica: Duke Ellington)

## Musicisti
- Thornel Schwartz – chitarra
- Bill Leslie – sassofono tenore
- Lawrence Olds – organo
- Donald Bailey – batteria (brani: Soul Cookin' e I'm Getting Sentimental Over You)
- Jerome Thomas – batteria (eccetto nei brani: Soul Cookin' e I'm Getting Sentimental Over You)

Note aggiuntive
- Esmond Edwards – produttore, supervisione
- Registrazioni effettuate il 4 settembre 1962 al Van Gelder Studio, Englewood Cliffs, New Jersey
- Rudy Van Gelder – ingegnere delle registrazioni
- Raimondo Borea – foto copertina album originale
- LeRoi Jones (Amiri Baraka) – note retrocopertina album originale[3]